# Arco do Triunfo do Carrossel

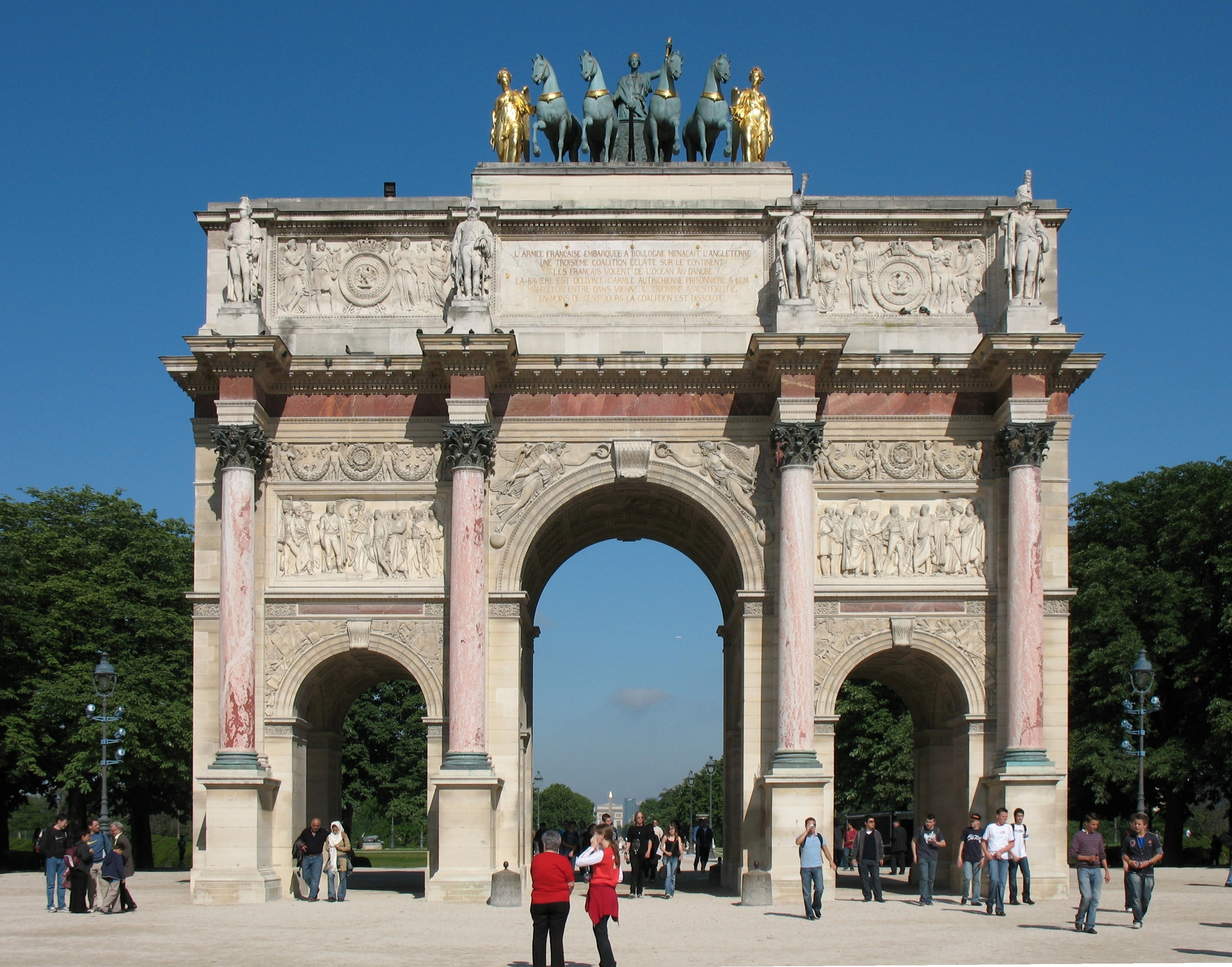
Arco do Triunfo do Carrossel - Fachada Leste

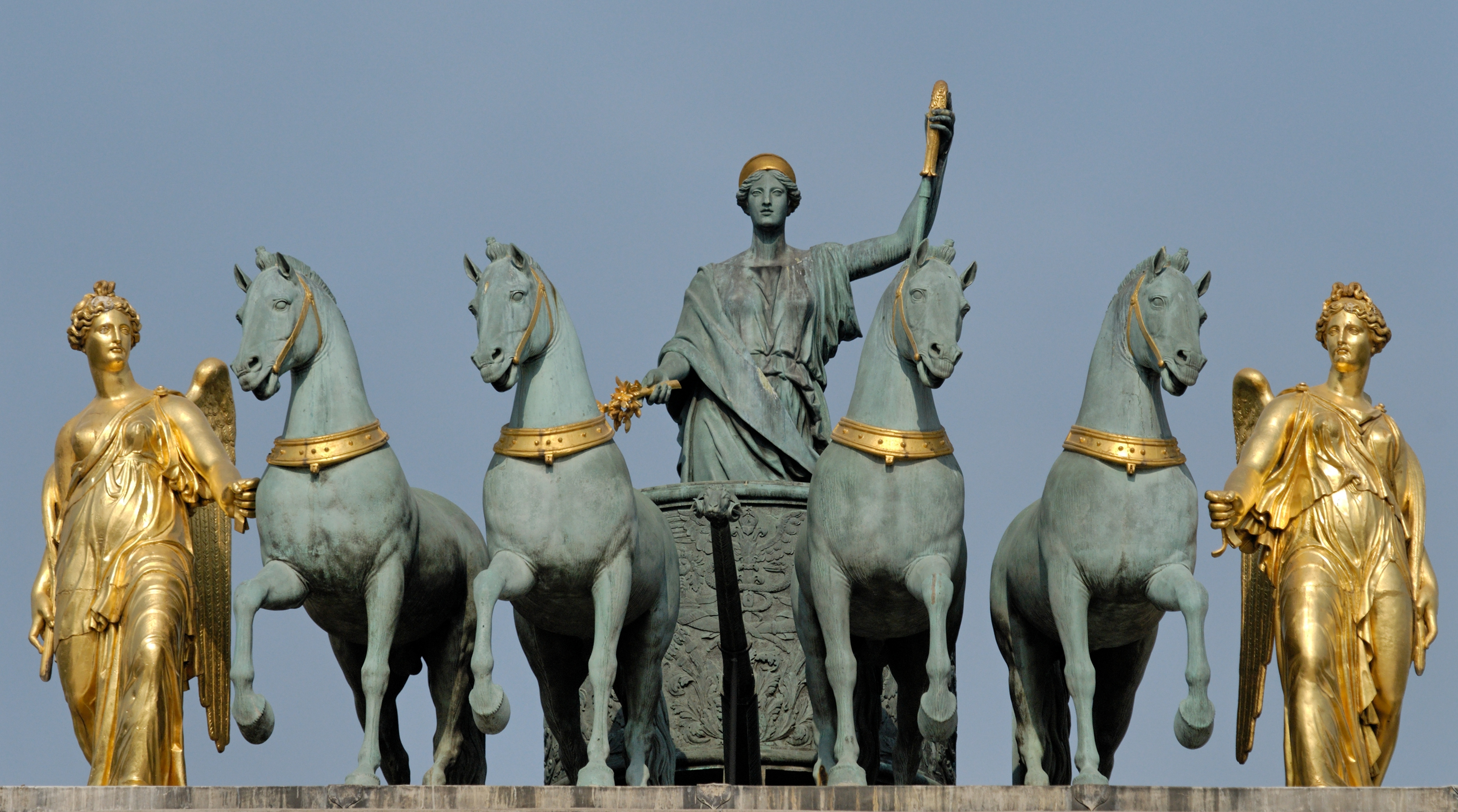
Cópia da quadriga dos Cavalos de Bronze de Constantino I.

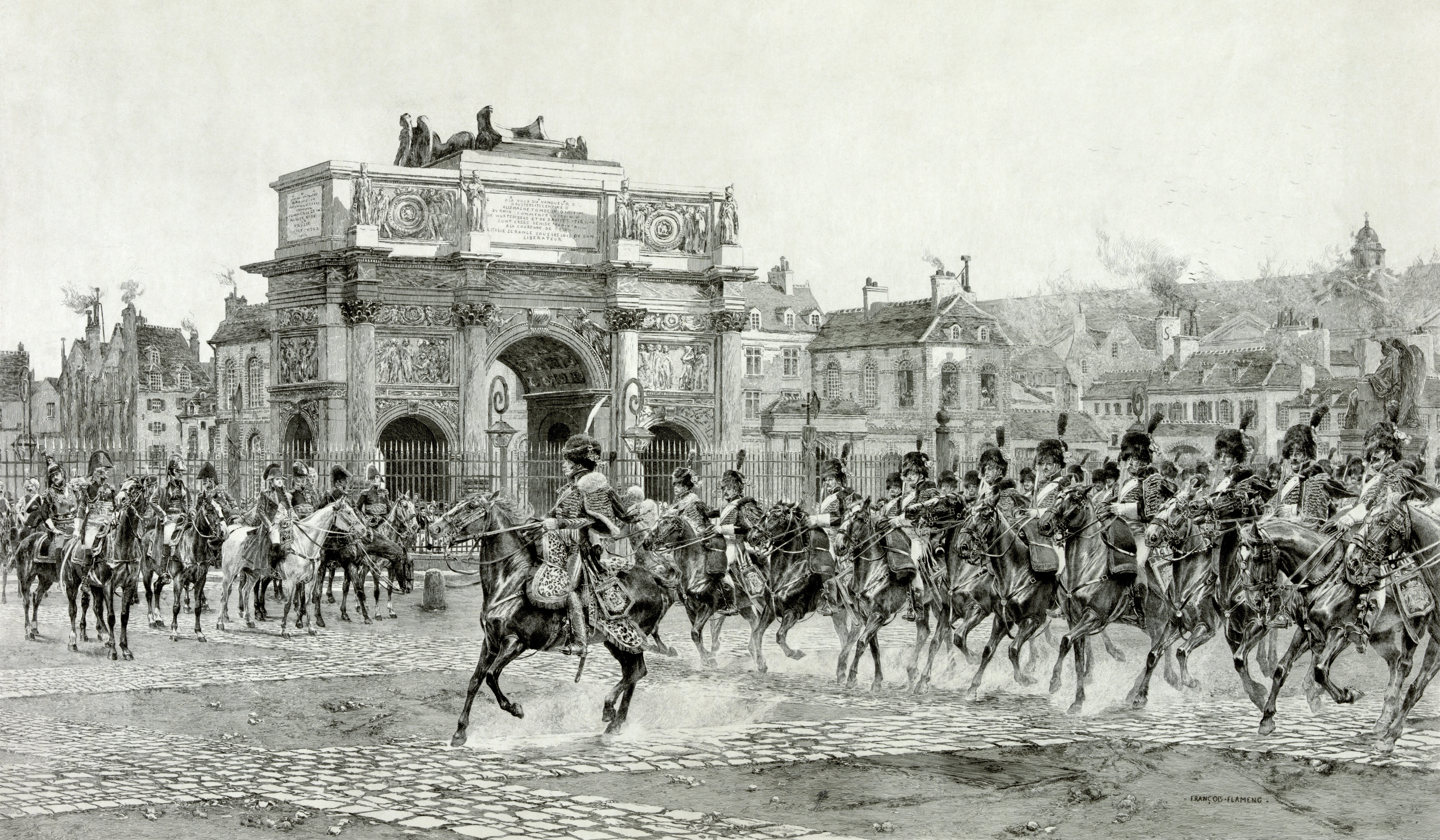
Napoleão I passando em revista suas tropas diante do Arco do Triunfo do Carrossel em 1810.
Água-forte de Auguste Boulard (fils) após François Flameng
(1901).

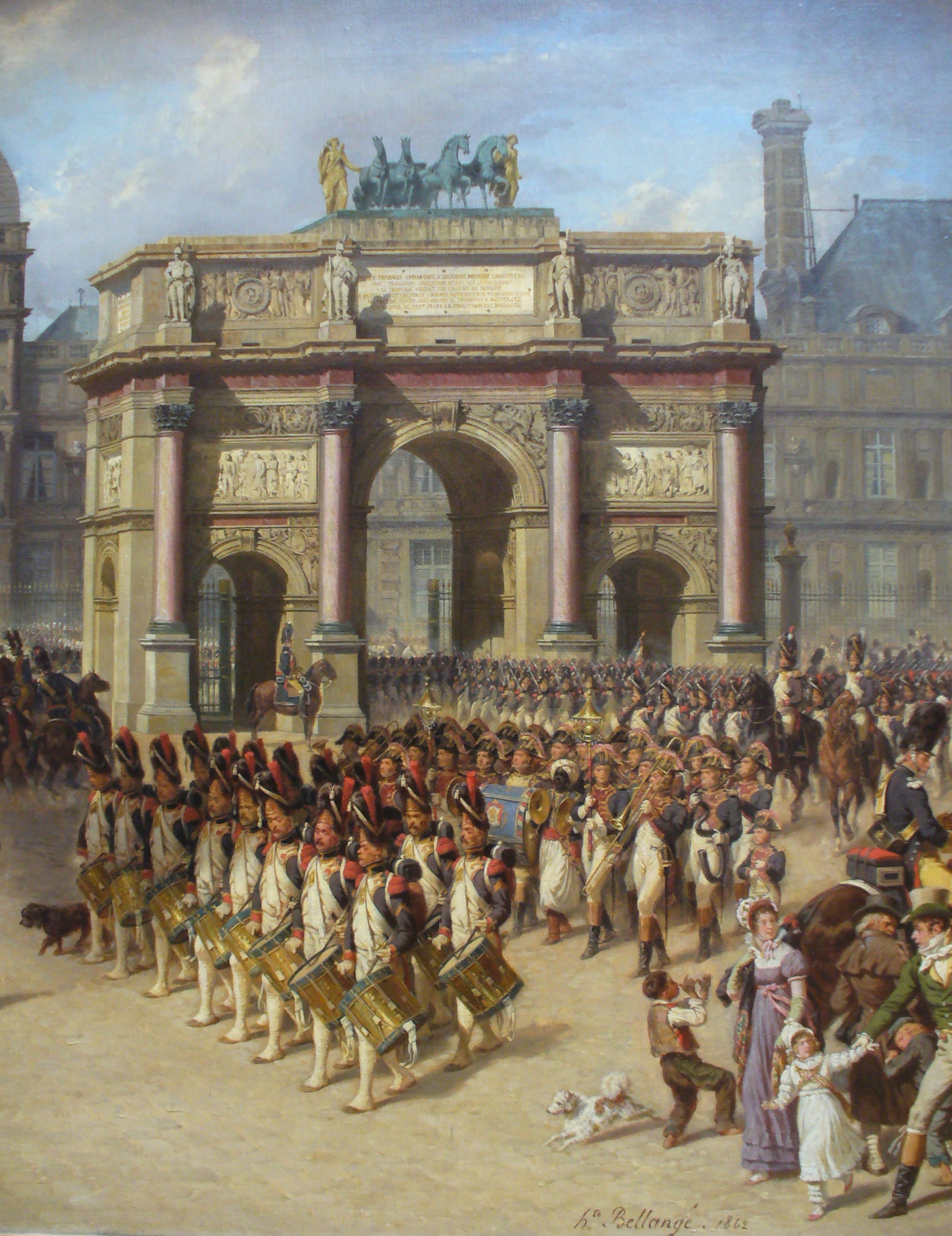
Um dia de revista sob o Império. Quadro de H. Bellanger e d'A. Dauzats (detalhe)

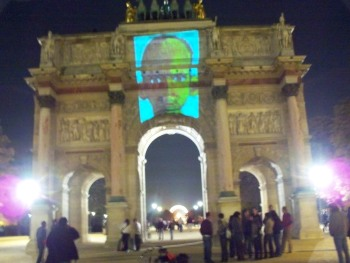
Projeção sobre o Arco do Triunfo do Carrossel durante a Noite branca de 2007

O Arco do Triunfo do Carrossel (em francês Arc de Triomphe du Carrousel) é um monumento datando de 1809, construído por Napoleão I (Napoleão Bonaparte). Existem entradas sobre cada uma de suas quatro faces. Está situado no 1º arrondissement de Paris, França. Localiza-se na Praça do Carrossel, à oeste do Museu do Louvre.

## Histórico
Edificado em homenagem ao Grande Exército de Napoleão Bonaparte entre 1807 e 1809, o monumento está localizado diante do Louvre, sobre a esplanada que precedia a ala do Palácio das Tulherias (antes que o palácio fosse queimado, em 1871). Celebrando a vitória dos exércitos franceses na Batalha de Austerlitz, o Arco do Triunfo, desenhado por Charles Percier e Pierre-François-Léonard Fontaine, ilustra a campanha de 1805 e a capitulação de Ulm em 1807.

## Descrição do Arco
Ele faz explicitamente referência aos Arcos do Triunfo do Império Romano e, notadamente, ao Arco di Settimio Severo em Roma. Os temas dos baixos-relevos ilustrando as batalhas foram escolhidos pelo diretor do Museu Napoleão (situado à época no Palácio do Louvre), Vivant Denon, e desenhados por Charles Meynier.
A quadriga, coroando o arco, é cópia dos Cavalos de Bronze de Constantino I, parelha ornando a parte superior da porta principal da Basílica de São Marcos de Veneza. Com efeito, ao voltar da Primeira Campanha da Itália (1796-1797), o exército francês, comandado pelo general do "Exército da Itália", Napoleão Bonaparte, trouxe de Veneza (1798) o original da escultura como « tesouro de guerra » e a colocou sobre o monumento. Ele foi cercado por duas "vitórias" a partir de 1808. Em 1815, após a Batalha de Waterloo e à queda do imperador Napoleão I, a França entrega a quadriga aos austríacos que logo a devolvem para a cidade dos doges, recentemente anexada ao Império Austríaco pelo Congresso de Viena. A cópia é então executada pelo escultor François Joseph Bosio em 1828.
Pode-se ler no frontispício o seguinte texto em francês :
Fachada Leste:
L'armée française embarquée à Boulogne menaçait l'Angleterre
Une troisième coalition éclate sur le continent
Les Français volent de l'océan au Danube
La Bavière est délivrée, l'armée autrichienne prisonnière à Ulm
Napoléon entre dans Vienne, il triomphe à Austerlitz
En moins de cent jours, la coalition est dissoute
Fachada Sul :
Honneur à la grande armée
Victorieuse à Austerlitz
En Moravie
Le 2 décembre 1805 jour anniversaire
Du couronnement de Napoléon
Fachada Oeste:
A la voix du vainqueur d’Austerlitz
L’empire d’Allemagne tombe
La confédération du Rhin commence
Les royaumes de Bavière et de Westphalie sont créés
Venise est réunie à la couronne de fer
L’Italie entière se range sous les lois de son libérateur
Fachada Norte:
Maître des États de son ennemi
Napoléon les lui rend
Il signe la paix le 27 décembre 1805
Dans la capitale de la Hongrie
Occupée par son armée victorieuse